# Всеобщие выборы в Папуа — Новой Гвинее (2017)
Всеобщие выборы в Папуа — Новой Гвинее проходили с 24 июня по 8 июля 2017 года. Решение суда о выборах было опубликовано 20 апреля, кандидаты выдвигались до 27 апреля.
Сэр Майкл Томас Сомаре, первый премьер-министр страны, вышел на пенсию и не выдвигался в парламент впервые с момента объявления независимости Папуа — Новой Гвинеи.
В результате выборов большинство получил Народный национальный конгресс под руководством Питера О’Нила, который вновь занял пост премьер-министра при голосовании 1 августа 2017 года (64-40).

## Избирательная система
Национальный парламент состоит из 111 депутатов, которые избираются по одномандатным округам в ходе рейтингового голосования. Избиратель может проголосовать за трёх кандидатов. Кандидат считается избранным, если получает более 50 % голосов.

## Результаты
| Партия                                                   | Места | +/- |
| -------------------------------------------------------- | ----- | --- |
| Народный национальный конгресс                           | 27    | -27 |
| Партия Национальный альянс                               | 14    | +3  |
| Партия Пангу                                             | 11    | +9  |
| Коммунисты .Партия Объединенных сил                      | 9     | +8  |
| Партия Папуа — Новой Гвинеи                              | 6     | +4  |
| Народная прогрессивная партия                            | 5     | -2  |
| Социал-демократическая партия                            | 3     | +2  |
| Партия триумфа наследия и расширения прав и возможностей | 3     | -3  |
| Национальная партия                                      | 2     | +2  |
| Народная трудовая партия                                 | 2     | +2  |
| Народная партия                                          | 2     | -   |
| Христианская демократическая партия                      | 1     | -   |
| Коалиция за реформы                                      | 1     | -   |
| Меланезийский альянс                                     | 1     | +1  |
| Меланезийская либеральная партия                         | 1     | -   |
| Наше развитие                                            | 1     | +1  |
| Народное демократическое движение                        | 1     | -1  |
| Народное движение за перемены                            | 1     | -   |
| Деревенская партия                                       | 1     | +1  |
| Объединённая партия                                      | 1     | -   |
| Независимые                                              | 14    |     |
| Незаявленные                                             | 4     |     |
| Всего                                                    | 111   | -   |